# Comté d'Orange (New York)
Pour les articles homonymes, voir Comté d'Orange.
Le comté d'Orange (en anglais : Orange County) est l'un des 62 comtés de l'État de New York, aux États-Unis. Le siège du comté est Goshen.

## Toponymie
Le comté a été nommé en l'honneur de Guillaume III d'Angleterre, qui était aussi le Prince d'Orange.

## Géographie
Le comté d'Orange est situé dans le sud de l'État et fait partie de l'agglomération new-yorkaise. C'est le seul comté de l’État de New York arrosé à la fois par l'Hudson et le Delaware.
Le comté d’Orange est le débouché nord de la Grande Vallée des Appalaches : l'extrémité occidentale est la chaîne de Shawangunk. La frontière avec le comté de Rockland (dans les parcs d'État de Harriman et de Bear Mountain) et le sud de Newburgh fait partie des collines de Hudson Highlands. Elle coïncide avec la vallée de Wallkill, qui se termine par un ancien lac glaciaire, la  Région de Black Dirt, réputée pour la fertilité de ses limons.
Le point culminant du comté est Schunemunk Mountain (507 m au-dessus du niveau de la mer). Le point le plus bas est la basse vallée de l'Hudson.

## Démographie
La population du comté s'élève à 401 310 habitants en 2020.
Selon l'American Community Survey, en 2010 77,51 % de la population âgée de plus de 5 ans déclare parler l'anglais à la maison, 12,85 % déclare parler l'espagnol, 3,64 % le yiddish, 0,83 l'italien et 5,17 % une autre langue.

## Comtés adjacents
Le comté d'Orange a des frontières avec les comtés de Dutchess, de Putnam, de Rockland, de Sullivan, d'Ulster et de Westchester dans l'État de New York ; les comtés de Passaic et de Sussex dans le New Jersey ; et le comté de Pike en Pennsylvanie.